# 4PDA
4PDA – один из крупнейших интернет-форумов в русскоязычном интернете, посвящённых обсуждению мобильных устройств, программного обеспечения и цифровых технологий. Форум объединяет энтузиастов, специалистов и обычных пользователей, предоставляя возможность обмена опытом, публикации обзоров, тестов, новостей и обсуждений, связанных с мобильной техникой и смежными областями.

## История
Форум 4PDA был основан в 2005 году как сообщество пользователей, интересующихся мобильными телефонами, смартфонами и техническими новинками. Изначально платформа фокусировалась на обсуждении мобильных устройств, однако с течением времени тематика расширилась и охватила также планшеты, ноутбуки, смарт-часы, а также вопросы, связанные с модификацией устройств, кастомными прошивками и программным обеспечением.
Благодаря активному участию сообщества и постоянному обновлению разделов, 4PDA стал одним из основных источников информации о мобильных технологиях в русскоязычном интернете. Форум регулярно публикует новости что позволяет пользователям узнавать о новинках рынка и делиться своими отзывами и советами.

## Предназначение и функциональные возможности
Основная цель форума – создание открытой площадки для:
- Обсуждения новинок мобильного рынка, гаджетов и цифровых технологий.
- Публикации обзоров, сравнительных характеристик, тестирование устройств и инструкции по их эксплуатации.
- Обмена опытом по настройке, модификации, ремонту и оптимизации мобильной техники.
- Поиска технической поддержки и получения консультаций от профессионалов и опытных пользователей.
- Организации тематических подразделов, охватывающих вопросы от операционных систем до кастомизации прошивок и обновление программного обеспечения.

Кроме того, форум предоставляет возможность обмена файлами, скачивания прошивок, утилит и приложений, что делает его важным ресурсом для специалистов и энтузиастов в сфере мобильных технологий.

## Сообщество и влияние
Сообщество 4PDA насчитывает сотни тысяч зарегистрированных пользователей, а ежедневная активность форума достигает тысяч сообщений в различных разделах. Платформа оказала значительное влияние на развитие мобильной индустрии в России, способствуя популяризации новых технологий, модификаций устройств и независимых обзоров продукции.

## Блокировка
В 2021 году 4PDA столкнулся с попытками блокировки со стороны Роскомнадзора. Российские власти инициировали меры по ограничению доступа к сайту на основании предполагаемых нарушений авторских прав. В результате блокировки доступ к сайту был ограничен для российских пользователей, что вызвало широкую дискуссию в интернет-сообществе о свободе информации и необходимости балансировки между защитой авторских прав и свободой слова.
Многие пользователи и эксперты критиковали подобное решение, указывая на его потенциальное негативное влияние на информационную открытость и обмен технической информацией.
В 2021 году состоялся переезд на домен 4pda.to

## Критика и проблемы
Как и многие крупные сообщества, 4PDA сталкивается с проблемами модерации, спама и конфликтов между участниками. Некоторые пользователи критикуют жёсткость правил модерации, в то время как другие отмечают высокий уровень технических обсуждений и оперативную поддержку сообщества. Несмотря на периодические споры, форум остаётся авторитетным источником информации в области мобильных технологий и продолжает оказывать влияние на рынок за счёт независимых обзоров и технического анализа.